# Bluebird Airways
Bluebird Airways — грецька авіакомпанія, що базується в аеропорту Іракліона імені Нікоса Казандзакіса на острові Крит. Створена у 2008 році. Штаб-квартира компанії розташована в Іракліоні.

## Маршрутна мережа

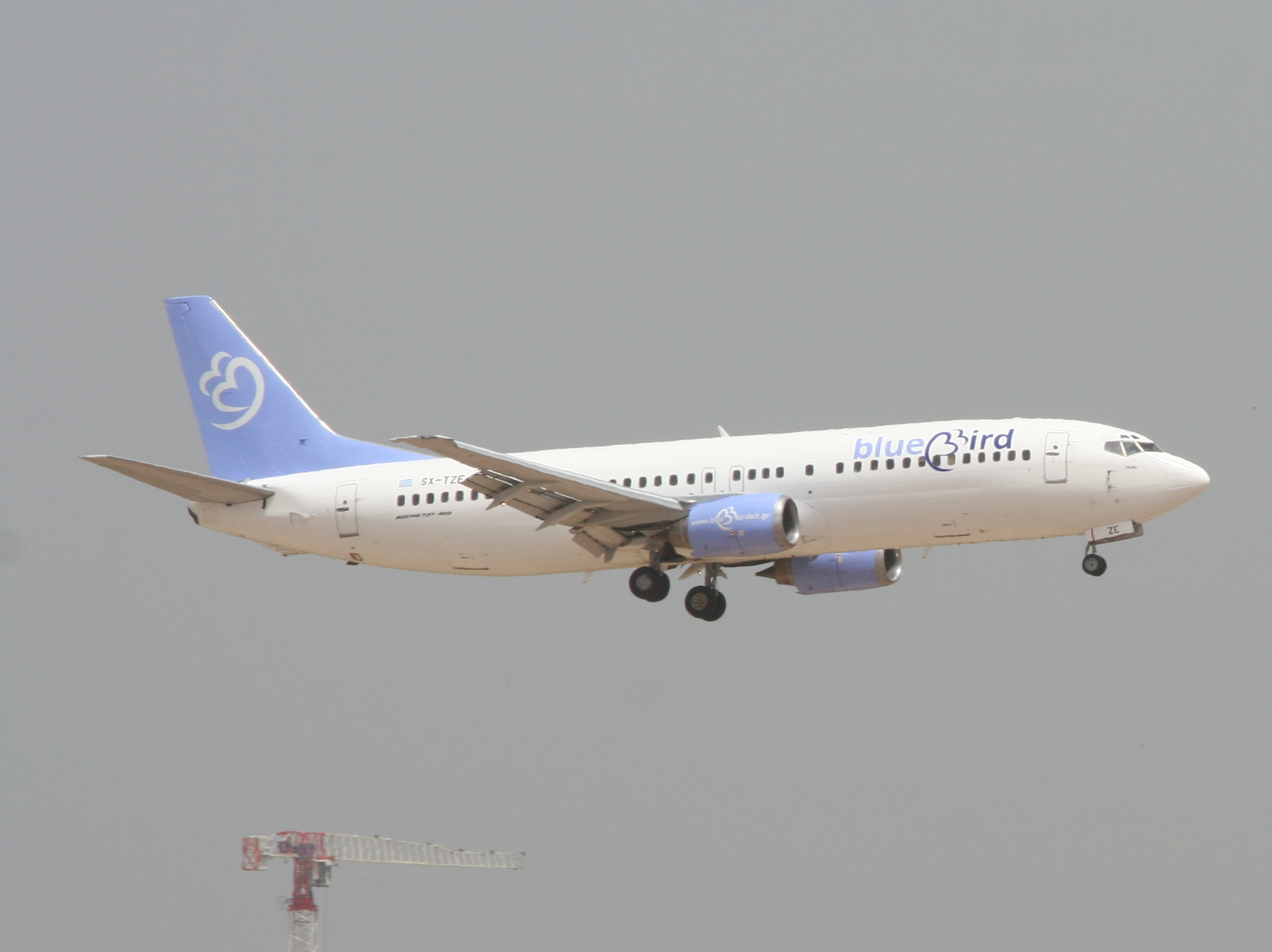
Boeing 737-400 Bluebird Airways в новій лівреї

Авіакомпанія Bluebird Airways займається виконанням чартерних авіарейсів зі свого базового аеропорту в Іракліоні Нікос Казандзакіс.
На кінець травня 2014 року компанія виконує рейси в такі міста:
| Країна    | Місто           | Аеропорт                                     |
| --------- | --------------- | -------------------------------------------- |
| Греція    | Іракліон        | Міжнародний аеропорт Нікос Казандзакіс (Хаб) |
| Греція    | Керкіра         | Міжнародний аеропорт Йоаніс Каподістрія      |
| Греція    | Кос             | Міжнародний аеропорт Гіппократес             |
| Греція    | Патри           | Аеропорт Араксос                             |
| Греція    | Родос           | Міжнародний аеропорт Родос «Діагорас»        |
| Ізраїль   | Тель-Авів       | Міжнародний аеропорт імені Бен-Ґуріона       |
| Росія     | Казань          | Міжнародний аеропорт Казань                  |
| Росія     | Москва          | Міжнародний аеропорт «Внуково»               |
| Росія     | Ростов-на-Дону  | Міжнародний аеропорт Ростов-на-Дону          |
| Росія     | Санкт-Петербург | Міжнародний аеропорт Пулково                 |
| Туреччина | Стамбул         | Аеропорт Стамбул-Сабіха Гьокчен              |

## Флот
Станом на 2014 рік флот авіакомпанії складається з одного Boeing 737-400, випущеного в 1997 році для Asiana Airlines. У квітні 2013 року Bluebird провела реконструкцію даного літака, замінивши інтер'єр і пасажирські сидіння на борту.
Також в експлуатації знаходився літак MD-83, який за офіційними даними з початку 2011 року перейшов в іншу грецьку авіакомпанію SkyExpress. Однак 22 червня 2013 року цей же борт знову перейшов до Bluebird Airways в лізинг від Tend Air.